# Marita de Sterck
Marita de Sterck (Antwerpen 16 augustus 1955) is een Vlaams schrijfster. Op basis van haar antropologisch werk stelde ze diverse bundels met volksverhalen samen: Bloei, zestig volksverhalen uit de hele wereld die van meisjes vrouwen maken; Beest in bed, negen echte volkssprookjes en Vuil vel, veertig Vlaamse volkssprookjes. Ook in haar historische jeugdromans als De hondeneters en Valavond vind je sporen van de groeirituelen en de inwijdingsverhalen die ze als antropoloog bestudeert en speelt de orale vertelcultuur een grote rol.

## Biografie
Marita de Sterck studeerde Germaanse filologie, pers- en communicatiewetenschappen en sociale en culturele antropologie. Aan de bibliotheekschool van Gent doceert ze literatuur en antropologie. Ze geeft ook workshops aan jongeren: verhalen schrijven. Met reisverhalen debuteerde ze en ze heeft ondertussen al een 40-tal titels gepubliceerd: boekjes voor beginnende lezers, informatieve boeken over ander culturen, jeugdromans, prentenboeken, makkelijk-lees-verhalen, boeken over jeugdliteratuur.
Er loopt een lijn van de groeirituelen en de inwijdingsverhalen die ze als antropoloog bestudeert naar haar eigen jeugdromans.
Een terugkerend thema in haar werk is hoe je kunt leren liefhebben zonder jezelf te verliezen. Ook de kracht van het vertellen en de ingewikkelde relaties tussen de generaties duiken vaak op.

## Prijzen
- 1984 - Prijs Letterkunde Provincie Antwerpen voor Hakim de kleine ezeldrijver
- 1994 - Boekenwelp voor Een vijf met negen nullen
- 2000 - Prijs van de Kinder- en Jeugdjury Vlaanderen voor Splinters
- 2001 - Gouden Zoen voor Wild vlees
- 2004 - Prijs van de Kinder- en Jeugdjury Vlaanderen voor Op kot
- 2005 - Zilveren Zoen voor Met huid en haar
- 2006 - Prijs van de Kinder- en Jeugdjury Vlaanderen voor Met huid en haar
- 2007 - Boekenleeuw voor Kwaad bloed
- 2007 - Zilveren Zoen voor Kwaad bloed
- 2010 - Gouden Uil Prijs van de Jonge Lezer De hondeneters
- 2012 - Halewijnprijs voor Niet zonder liefde
- 2018 - nominatie Boekenleeuw voor Wreed schoon